# Casa de Charles H. Spencer
La Casa Charles H. Spencer, anteriormente Sociedad de la Ciencia Cristiana y Primera Iglesia de Cristo Científico de Grinnell, ubicada en Grinnell, Iowa, Estados Unidos, es una casa histórica gótica carpintera reconvertida en iglesia. El 25 de enero de 1980, fue inscrita en el Registro Nacional de Lugares Históricos.

## Historia
La Casa Charles H. Spencer se construyó en la esquina de la Sexta Avenida y la Calle Principal a finales de la década de 1860 como residencia privada de Charles H. Spencer, el fundador del First National Bank de Grinnell. Hubo una mudanza intermedia antes de que el edificio se trasladara a su ubicación actual. Ya no se utiliza como iglesia y ahora alberga una tienda de regalos.